# Ethylformiaat
Ethylformiaat is de ethylester van mierenzuur. Het is een kleurloze, vluchtige vloeistof met een sterke geur die lijkt op die van arak. Het komt in de natuur voor in sommige planten, waaronder frambozen.

## Synthese
Ethylformiaat wordt bereid door reactie van mierenzuur met ethanol, gekatalyseerd door zwavelzuur. Tijdens de reactie wordt water afgesplitst. Dit is een evenwichtsreactie: door toevoegen van een sterk zuur wordt het evenwicht verschoven naar de zijde van de ester.

## Toepassingen
Ethylformiaat wordt gebruikt in aroma's voor kunstmatige rum en arak, en in cosmetische producten.
Het wordt (zoals bij gassing) ook gebruikt als biocide, meer bepaald als fungicide voor de conservering van gedroogde voedingswaren, onder meer gedroogd fruit, noten, specerijen, en tabak.
Het is een industrieel oplosmiddel voor onder meer celluloseacetaat en nitrocellulose.
Het is verder een intermediair product bij de synthese van andere organische verbindingen, onder meer geneesmiddelen.

## Voorkomen in de Melkweg
Ethylformiaat is aangetroffen in de stofwolk Sagittarius B2 in het centrum van het melkwegstelsel.

## Toxicologie en veiligheid
Het is een vluchtige, licht ontvlambare vloeistof en de damp kan een ontplofbaar mengsel met lucht vormen.
In contact met water ontleedt het tot mierenzuur en ethanol. Dit geeft een irriterend effect op de ogen en de luchtwegen indien men blootgesteld wordt aan dampen van de stof. De stof kan effecten hebben op het centraal zenuwstelsel.